# Robert Cecil Priest
Robert Cecil Priest, britanski general, * 1882, † 1966.